# Sydamerikanska mästerskapet i fotboll 1920
Sydamerikanska mästerskapet i fotboll 1920 spelades i Viña del Mar, Valparaíso, Chile 11 september–3 oktober 1920.
Hemmalaget Chile deltog, liksom Argentina, Uruguay och 1919 års mästare Brasilien. Uruguay återtog titeln som de vann 1917. Ángel Romano vann skytteligan tillsammans med José Pérez, med 3 mål, och återupprepade sin skytteligavinst från 1917.

## Spelort
Samtliga matcher spelades på hippodromen Valparaíso Sporting Club i Viña del Mar. Man har använt platsen till hästkapplöpningstävlingar sedan tidigt 1800-tal, och arenan invigdes 1882. Sedan 1885 anordnas Chiles främsta hästkapplöpningstävling, Derby de Chile, på arenan.

## Spelartrupper

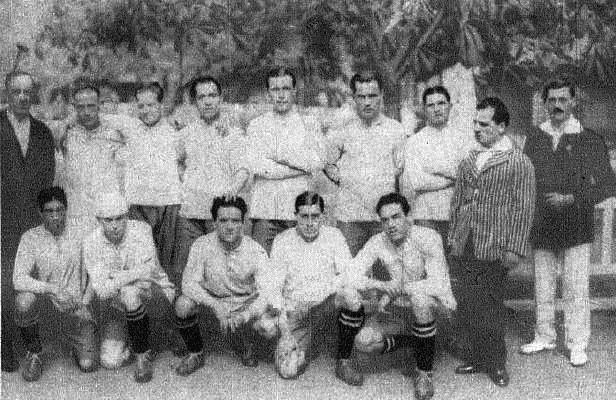
Uruguays trupp under mästerskapet

## Domare
- João De María (Brasilien)
- Carlos Fanta (Chile)
- Francisco Jiménez (Chile)
- Martín Aphesteguy (Uruguay)

## Matcher
Lagen spelade i en serie där alla mötte alla, där vinst gav två poäng, oavgjort en och förlust noll.
| Nr | Lag       | S | V | O | F | GM | IM | MS | P |
| -- | --------- | - | - | - | - | -- | -- | -- | - |
| 1  | Uruguay   | 3 | 2 | 1 | 0 | 9  | 2  | +7 | 5 |
| 2  | Argentina | 3 | 1 | 2 | 0 | 4  | 2  | +2 | 4 |
| 3  | Brasilien | 3 | 1 | 0 | 2 | 1  | 8  | −7 | 2 |
| 4  | Chile     | 3 | 0 | 1 | 2 | 2  | 4  | −2 | 1 |

|  | 11 september | Brasilien    | 1 – 0   | Chile | Valparaíso Sporting Club                         |                                                  |
|  |              | Alvariza 53′ | (0 – 0) |       | Viña del Mar Domare: Martín Aphesteguy (Uruguay) | Viña del Mar Domare: Martín Aphesteguy (Uruguay) |
|  |              |              |         |       | Viña del Mar Domare: Martín Aphesteguy (Uruguay) | Viña del Mar Domare: Martín Aphesteguy (Uruguay) |
|  |              |              |         |       | Viña del Mar Domare: Martín Aphesteguy (Uruguay) | Viña del Mar Domare: Martín Aphesteguy (Uruguay) |

|  | 12 september | Argentina      | 1 – 1   | Uruguay        | Valparaíso Sporting Club                       |                                                |
|  |              | Echeverría 75′ | (0 – 1) | Piendibene 10′ | Viña del Mar Domare: Francisco Jiménez (Chile) | Viña del Mar Domare: Francisco Jiménez (Chile) |
|  |              |                |         |                | Viña del Mar Domare: Francisco Jiménez (Chile) | Viña del Mar Domare: Francisco Jiménez (Chile) |
|  |              |                |         |                | Viña del Mar Domare: Francisco Jiménez (Chile) | Viña del Mar Domare: Francisco Jiménez (Chile) |

|  | 18 september | Uruguay                                                         | 6 – 0   | Brasilien | Valparaíso Sporting Club                  |                                           |
|  |              | Romano 23′, 60′ Urdinarán 26′ (str.) Pérez 29′, 65′ Campolo 48′ | (3 – 0) |           | Viña del Mar Domare: Carlos Fanta (Chile) | Viña del Mar Domare: Carlos Fanta (Chile) |
|  |              |                                                                 |         |           | Viña del Mar Domare: Carlos Fanta (Chile) | Viña del Mar Domare: Carlos Fanta (Chile) |
|  |              |                                                                 |         |           | Viña del Mar Domare: Carlos Fanta (Chile) | Viña del Mar Domare: Carlos Fanta (Chile) |

|  | 20 september | Chile       | 1 – 1   | Argentina      | Valparaíso Sporting Club                       |                                                |
|  |              | Bolados 30′ | (1 – 1) | Dellavalle 13′ | Viña del Mar Domare: João De María (Brasilien) | Viña del Mar Domare: João De María (Brasilien) |
|  |              |             |         |                | Viña del Mar Domare: João De María (Brasilien) | Viña del Mar Domare: João De María (Brasilien) |
|  |              |             |         |                | Viña del Mar Domare: João De María (Brasilien) | Viña del Mar Domare: João De María (Brasilien) |

|  | 25 september | Argentina                    | 2 – 0   | Brasilien | Valparaíso Sporting Club                         |                                                  |
|  |              | Echeverría 40′ Libonatti 73′ | (1 – 0) |           | Viña del Mar Domare: Martín Aphesteguy (Uruguay) | Viña del Mar Domare: Martín Aphesteguy (Uruguay) |
|  |              |                              |         |           | Viña del Mar Domare: Martín Aphesteguy (Uruguay) | Viña del Mar Domare: Martín Aphesteguy (Uruguay) |
|  |              |                              |         |           | Viña del Mar Domare: Martín Aphesteguy (Uruguay) | Viña del Mar Domare: Martín Aphesteguy (Uruguay) |

|  | 3 oktober | Uruguay              | 2 – 1   | Chile         | Valparaíso Sporting Club                  |                                           |
|  |           | Romano 37′ Pérez 65′ | (1 – 0) | Domínguez 60′ | Viña del Mar Domare: Carlos Fanta (Chile) | Viña del Mar Domare: Carlos Fanta (Chile) |
|  |           |                      |         |               | Viña del Mar Domare: Carlos Fanta (Chile) | Viña del Mar Domare: Carlos Fanta (Chile) |
|  |           |                      |         |               | Viña del Mar Domare: Carlos Fanta (Chile) | Viña del Mar Domare: Carlos Fanta (Chile) |

## Priser och utmärkelser

### Målskyttar
3 mål
| - José Pérez | - Ángel Romano |  |

2 mål
- Raúl Echeverría

1 mål
| - Miguel Dellavalle - Julio Libonatti | - Ismael Alvariza - Hernando Bolados | - Aurelio Domínguez - Antonio Campolo | - José Piendibene - Antonio Urdinarán |